# Periga incidiosa
Periga incidiosa är en fjärilsart som beskrevs av Lemaire 1971. Periga incidiosa ingår i släktet Periga och familjen påfågelsspinnare. Inga underarter finns listade i Catalogue of Life.